# Talang Jambe
Talang Jambe is een bestuurslaag in het regentschap Palembang van de provincie Zuid-Sumatra, Indonesië. Talang Jambe telt 8916 inwoners (volkstelling 2010).